# Flikguan
Flikguan (Aburria aburri) är en sydamerikansk hönsfågel i familjen trädhöns.

## Utseende och läten
Flikguanen är en stor (72–78 cm) och helt svartaktig trädhöna. Långa slanka röda och gula hudflikar hänger från strupen. Benen är gula, näbben blå. Lätet är ett upprepat ylande som i engelsk litteratur återges som "ba-reeeeer-ah".

## Utbredning och systematik
Fågeln förekommer i bergsskogar från västra Venezuela till norra Peru. Den placeras som enda art i släktet Aburria och behandlas som monotypisk, det vill säga att den inte delas in i några underarter.

## Status och hot
Arten har ett stort utbredningsområde, men tros minska i antal, dock inte tillräckligt kraftigt för att den ska betraktas som hotad. Internationella naturvårdsunionen IUCN listar arten som livskraftig (LC).

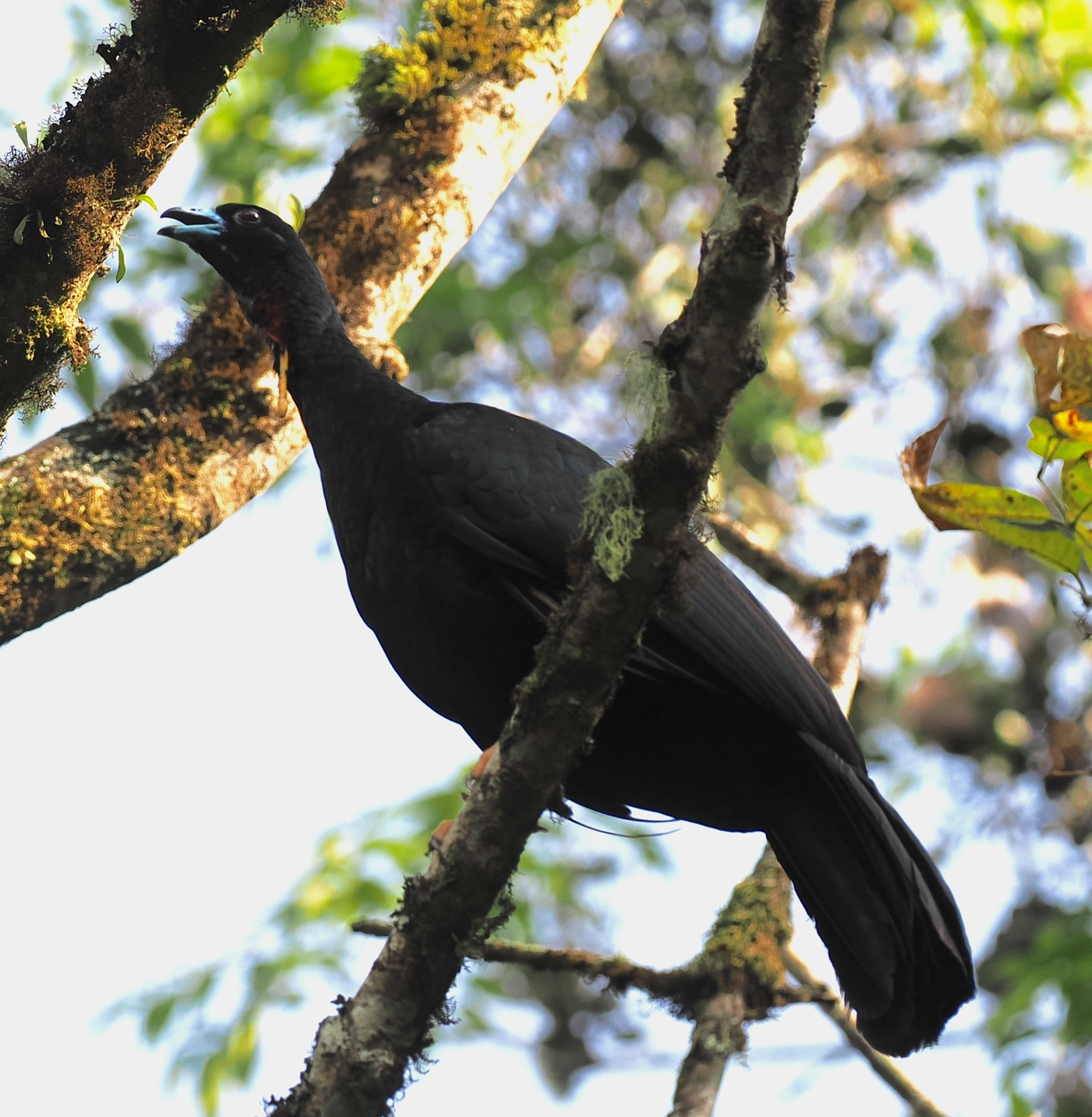

## Levnadssätt
Flikguanen hittas i Andernas subtropiska zon på mellan 1200 och 2200 meters höjd. Den påträffas i tät skog och kan där vara oväntat svår att få syn på när den födosöker i trädens mellersta till övre skikt.

## Namn
Både vetenskapliga art- och släktesnamnet är baserat på lokala ljudhärmande Burria och Aburri för fågeln.